# Liste von Feldbahnmuseen und Feldbahnen mit Fahrbetrieb
Liste der Feldbahnmuseen und Feldbahnen mit Fahrbetrieb
(Die Aufzählung ist möglicherweise unvollständig)

## Deutschland

### Baden-Württemberg

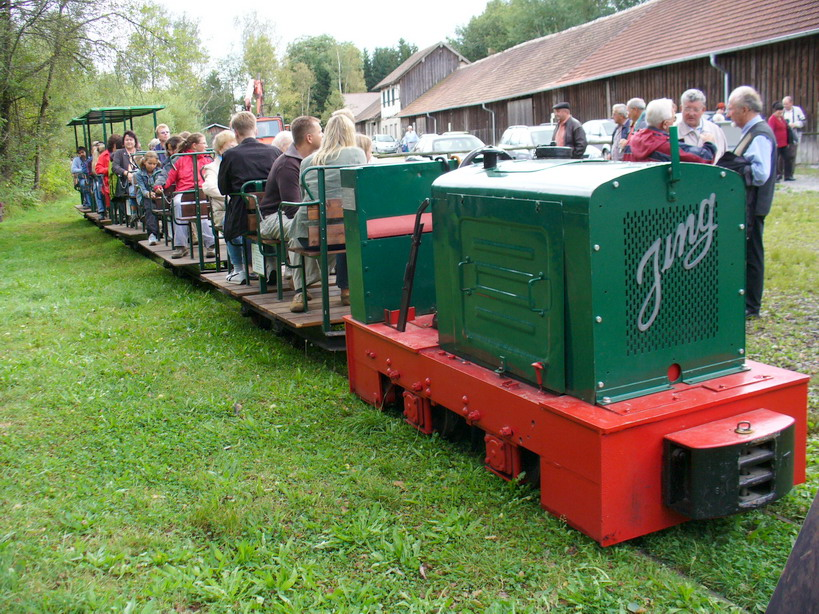
Jung-Torfbahn im Wurzacher Ried

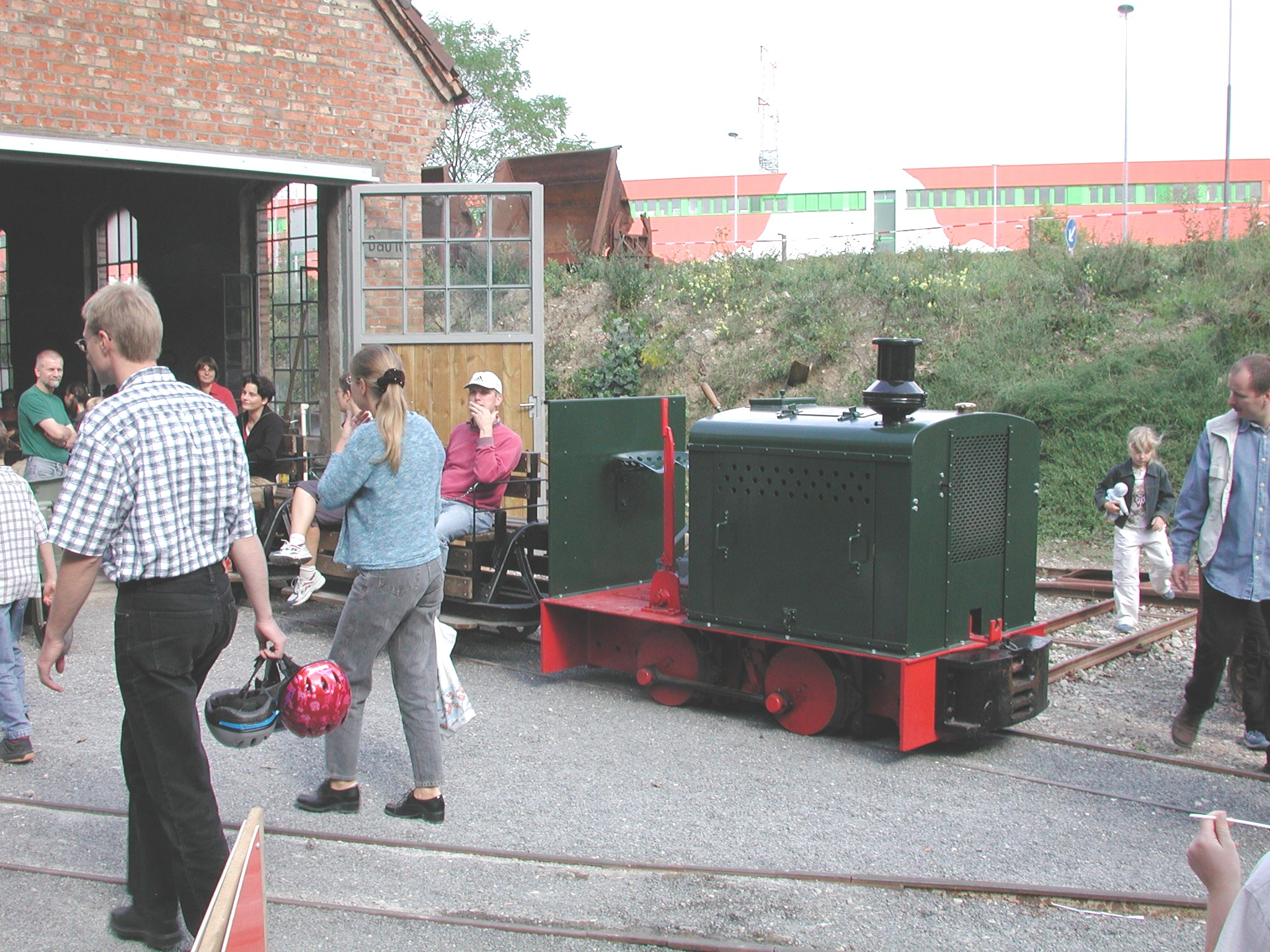
Feldbahnmuseum Wiesloch

- Aalen-Wasseralfingen: Grubenbahn im Besucherbergwerk Tiefer Stollen
- Bad Wurzach: Torfbahn im Wurzacher Ried beim oberschwäbischen Torfmuseum
- Buchen: Privatfeldbahn[1][2]
- Dossenheim: Privatfeldbahn[3]
- Filderstadt-Harthausen: Privatfeldbahn[4]
- Karlsruhe: Schlossgartenbahn
- Leutenbach-Nellmersbach: Freundeskreis Feldbahn[5][6]
- Mannheim: Feldbahn am Technoseum
- Neckarbischofsheim: Neckarbischofsheim e. V.[7][8]
- Obersulm: Privatfeldbahn[9]
- Ostrach: Privatfeldbahn[10]
- Rechtenstein: Feldbahn
- Schauinsland: Grubenbahn im Besucherbergwerk Schauinsland[11]
- Spiegelberg: Privatfeldbahn[12][13]
- Stuttgart-Degerloch: SSB Kinderstraßenbahn Rumpelstilzchen
- Waghäusel: Feldbahn der Interessengemeinschaft historische Baumaschinen e. V.[14]
- Wieden: Grubenbahn im Besucherbergwerk Finstergrund
- Wiesloch: Feldbahn- und Industriemuseum Wiesloch e. V.

### Bayern
- Ainring: Torfbahn Ainring im Ainringer Moos
- Fürstenfeldbruck: Modelleisenbahnclub Fürstenfeldbruck e. V.
- Hengersberg
- Bad Feilnbach – Feldbahn Bad Feilnbach 1000 mm
- Nürnberg: Feldbahn-Museum 500 e. V.
- Nürnberg: Tiergartenbahn Nürnberg, 600 mm, Länge: 1,1 km
- Rottau am Chiemsee: Bayerisches Moor- und Torfmuseum
- Sankt Oswald-Riedlhütte: Feld- und Waldbahn Riedlhütte, 600 mm, Länge: 1 km
- Petersaurach/Rügland (Landkreis Ansbach): Fränkisches Feldbahnmuseum e. V.

### Berlin
- Berlin – FEZ Wuhlheide: 500 mm Feldbahnprojekt e. V. im FEZ Wuhlheide
- Berlin – Britzer Garten: 600 mm Museumsbahn (Britzer Museumsbahn im ehemaligen BUGA-Gelände, einige Fahrzeuge wurden historischen Vorbildern nachempfunden)

### Brandenburg
- Mildenberg: Ziegeleipark Mildenberg 2 Tonlorenbahnen, 500 und 630 mm
- Ziegeleibahn Klein Kölzig
- Parkbahn Lauchhammer
- Parkeisenbahn Cottbus
- Feldbahnmuseum Herzfelde

### Hessen
- Eichenberg: Eichenberger Waldbahn
- Frankfurt am Main: Frankfurter Feldbahnmuseum
- Bad Schwalbacher Kurbahn
- Solms–Oberbiel: Feld- und Grubenbahnmuseum Fortuna
- Bad Orber Kleinbahn: Strecke 2002 umgespurt und reaktiviert
- Bebra: Eisenbahnfreunde Bebra e. V.

### Mecklenburg-Vorpommern
- Alt Schwerin: Agrarhistorisches Museum
- Bad Sülze: Salzmuseum, Torflorenbahn
- Rövershagen: Erlebnishof Erdbeerhof, Feldbahnbetrieb
- Schwichtenberg: Mecklenburg-Pommersche Schmalspurbahn, Feldbahnbetrieb

### Niedersachsen

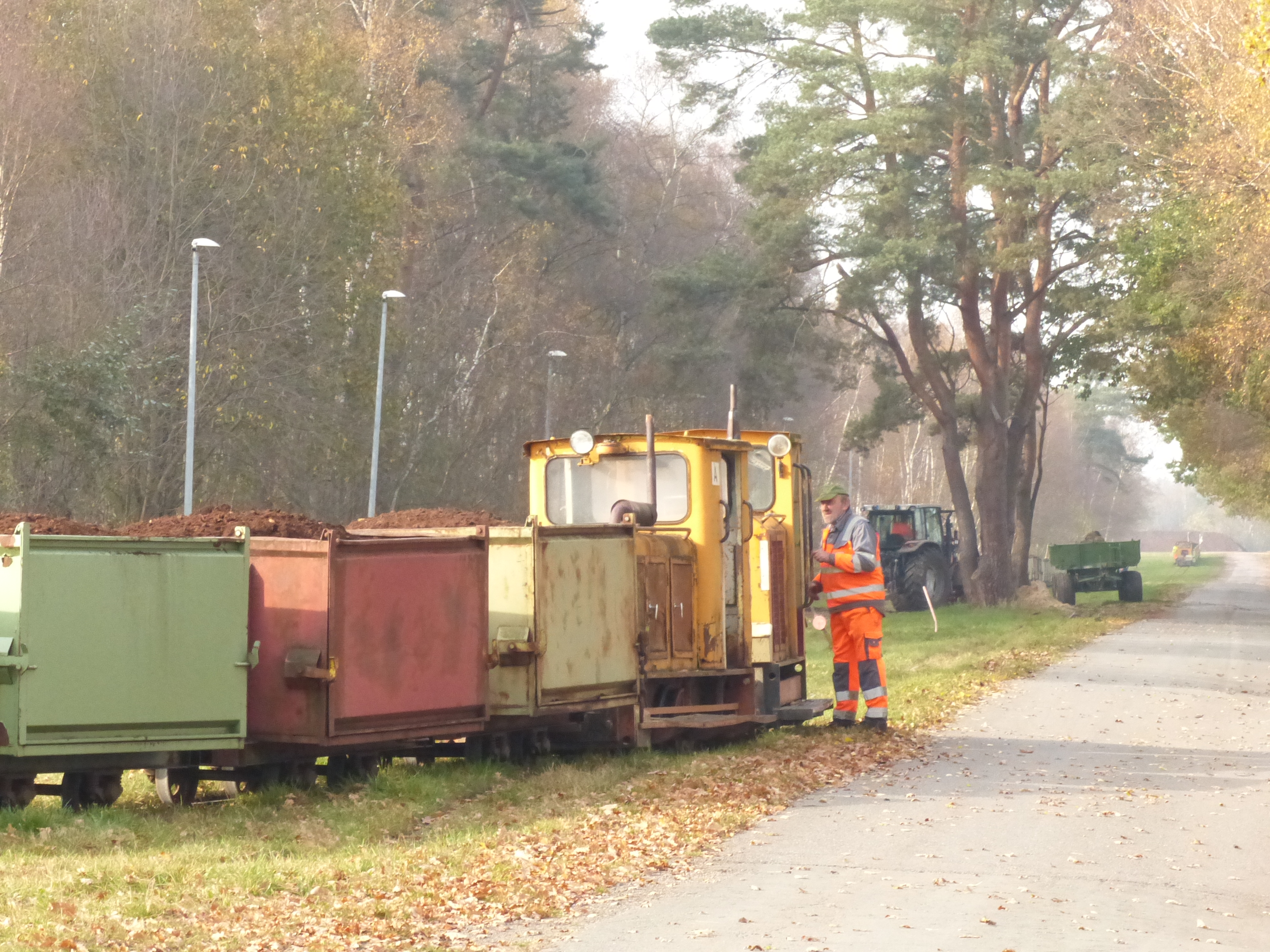
Torfbahn des Torf- und Kompostwerks Uchte in Darlaten-Fuchsberg

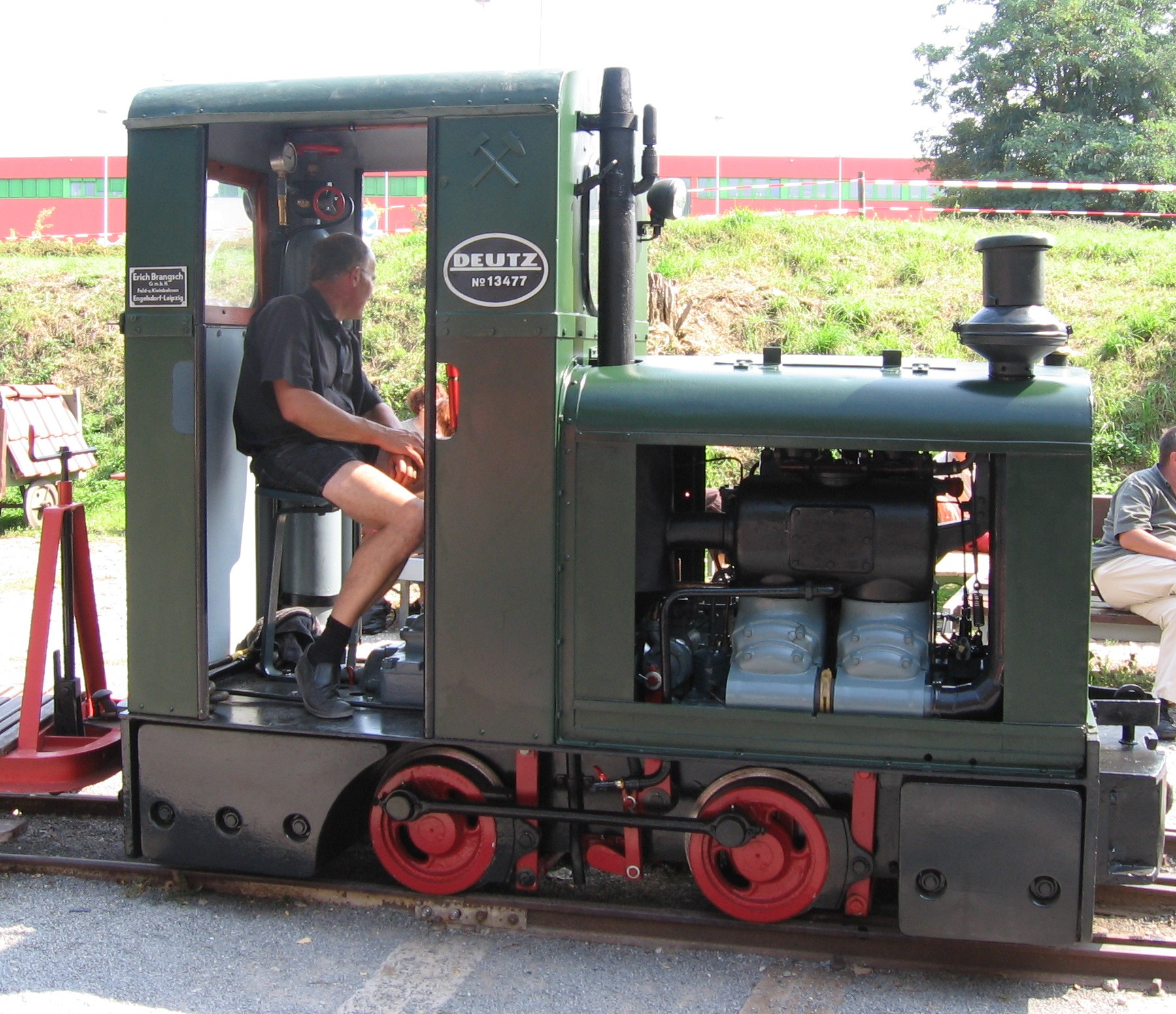
Deutz OMZ 117F mit 2 Zylindern

- Baltrum: zur Gepäckbeförderung 1949–1985
- Burgsittensen: Moorbahn Burgsittensen e. V.
- Clausthal-Zellerfeld Ottiliaeschachtbahn
- Torfeisenbahn Darlaten-Fuchsberg, Werksbetrieb des Torfwerks Fuchsberg, Spurweite 600 mm
- Deinste: Deutsches Feld- und Kleinbahnmuseum
- Drochtersen–Aschhorn: Moorbahn Moorkieker
- Eichenberger Waldbahn
- Feldbahn Grauerort, Stade-Bützfleth
- Fredenbeck-Wedel: Wedeler Feldbahn
- Freistatt: Freistätter Feldbahn
- Flögeln: Moorbahn Ahlenmoor
- Geeste: im Moormuseum Emsland[15]
- Torfeisenbahn Gnarrenburg, Werksbetrieb des Torfwerks Gnarrenburg, Spurweite 750 mm
- Goldenstedt-Arkeburg: Naturinformationszentrum
- Uchte-Essern: Moorbahnfahrten und Informationszentrum u. a. zur Moorleiche Moora
- Groß-Hesepe: Emsland Moormuseum
- Kirchlinteln: Feldbahnprojekt Kirchlinteln, an der Tonkuhle; Mitfahrt zweijährlich am Kunst-Kultur-Kirchlinteln-Wochenende im Hochsommer möglich
- Minsener Oog – Küstenschutzbahn Minsener Oog (Lorenbahn für leichten Güterverkehr)
- Neustadt am Rübenberge
- Osnabrück: Piesberger Feldbahn, Museum für feldspurige Industriebahnen Osnabrück–Piesberg e. V.
- Sassenburg, OT Westerbeck: Moorbahnfahrt und Torfwerk Euflor
- Saterland–Ramsloh: Moorbahnfahrten Torfwerk Koch
- Stadtoldendorf, Gips- und Feldbahn am Mühlenanger[16]
- Wagenfeld-Ströhen: Ströher Moorbahn
- Wiesmoor: Torf- und Siedlungsmuseum

### Nordrhein-Westfalen

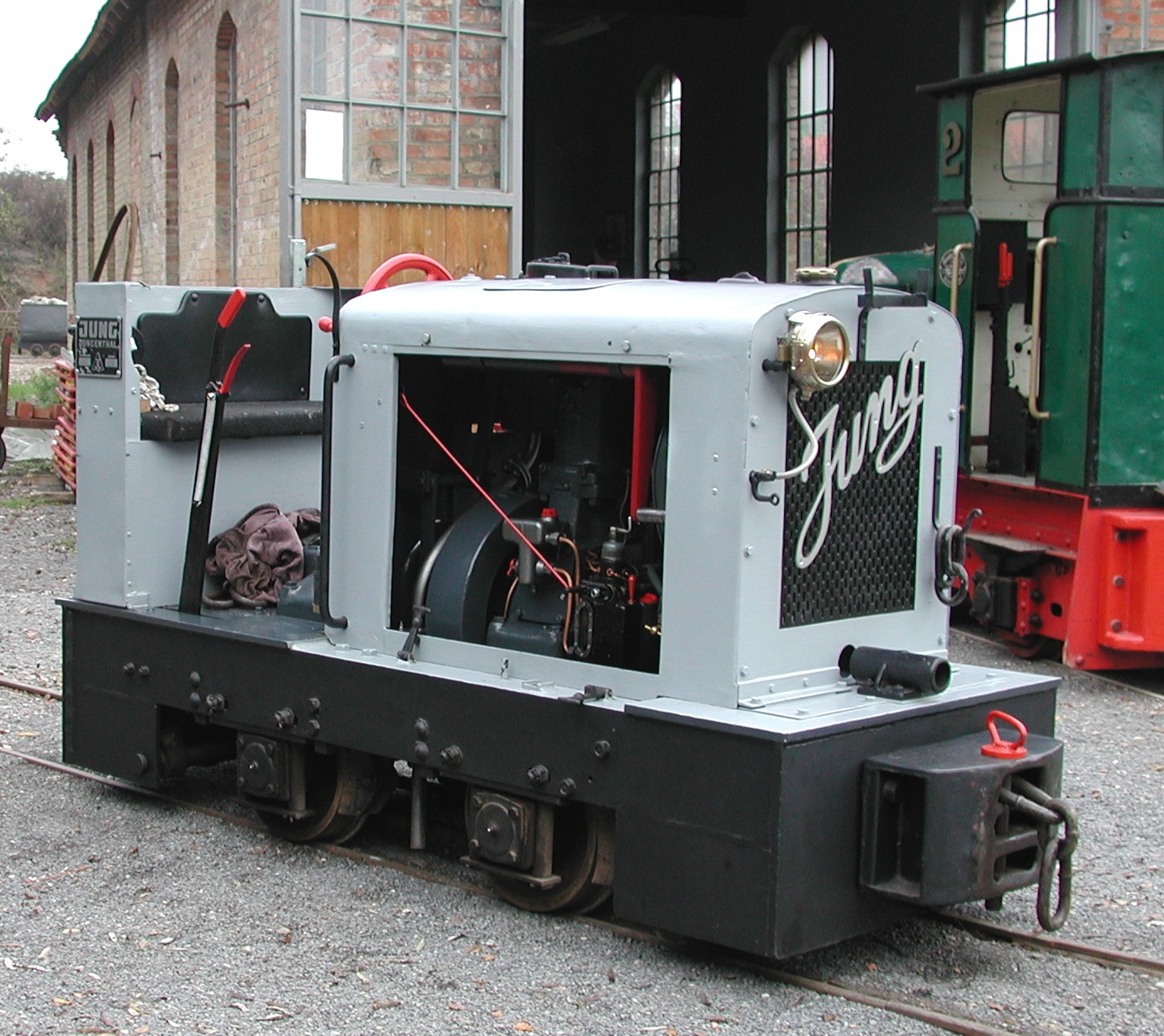
Feldbahnlok Jung 600 mm

- Bochum-Dahlhausen: Eisenbahnmuseum Bochum
- Dortmund-Bövinghausen: LWL-Industriemuseum Zeche Zollern
- Eslohe: DampfLandLeute-Museum
- Köln-Nippes: Rheinisches Industriebahn-Museum
- Lage: LWL-Industriemuseum Ziegelei Lage
- Lengerich:  Eisenbahnfreunde Lengerich
- Lindlar: LVR-Freilichtmuseum Lindlar
- Rheine-Gellendorf: Münsterländisches Feldbahnmuseum
- Rheine: Uhlenhooker Feldbahn
- Rommerskirchen-Oekoven: Gillbachbahn
- Schermbeck-Gahlen: Feldbahn Schermbeck-Gahlen
- Witten-Bommern: Deutsches Gruben- und Feldbahnmuseum auf Zeche Theresia
- Witten-Bommern: LWL-Industriemuseum Zeche Nachtigall

### Rheinland-Pfalz

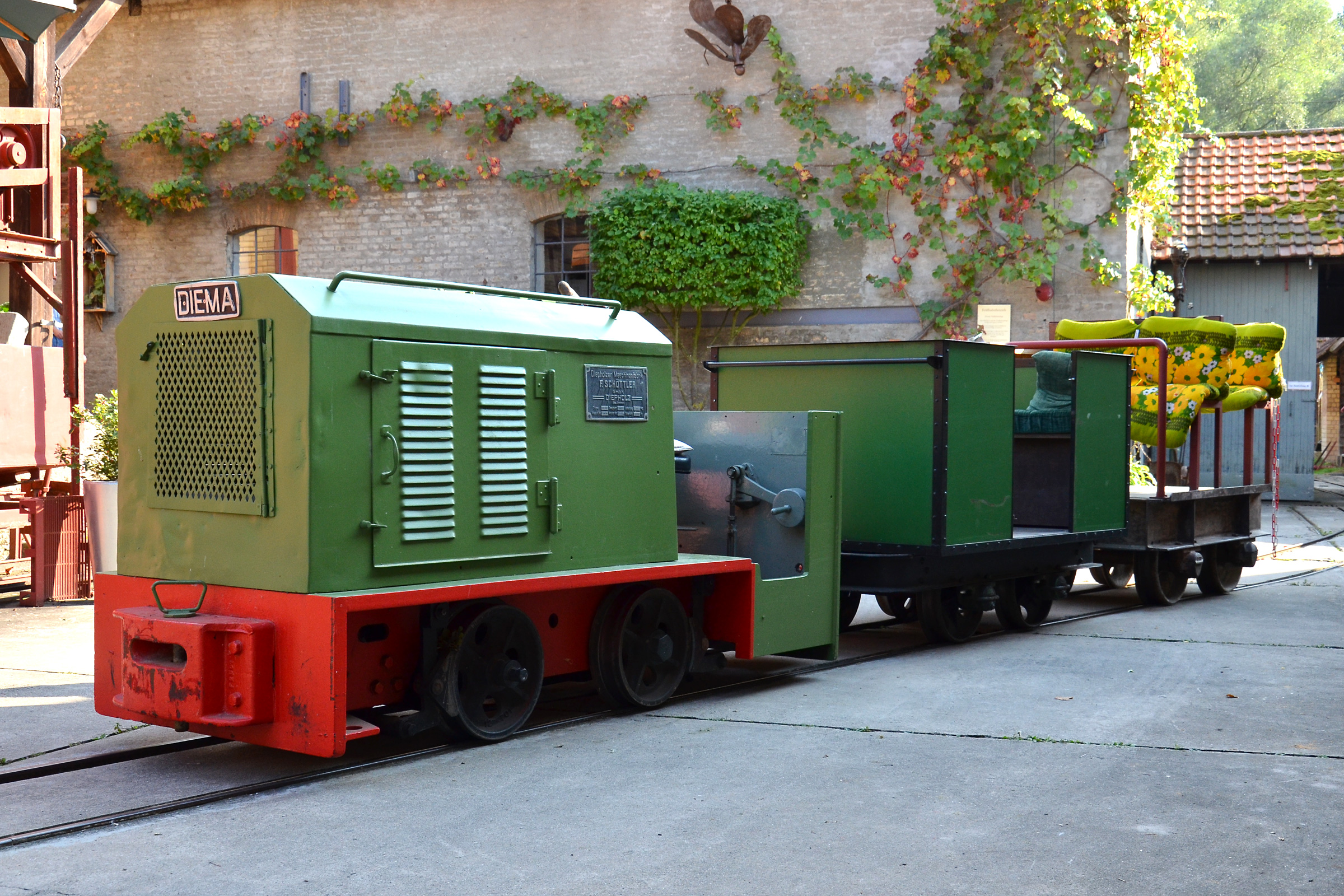
DIEMA Feldbahn im Ziegeleimuseum Sondernheim

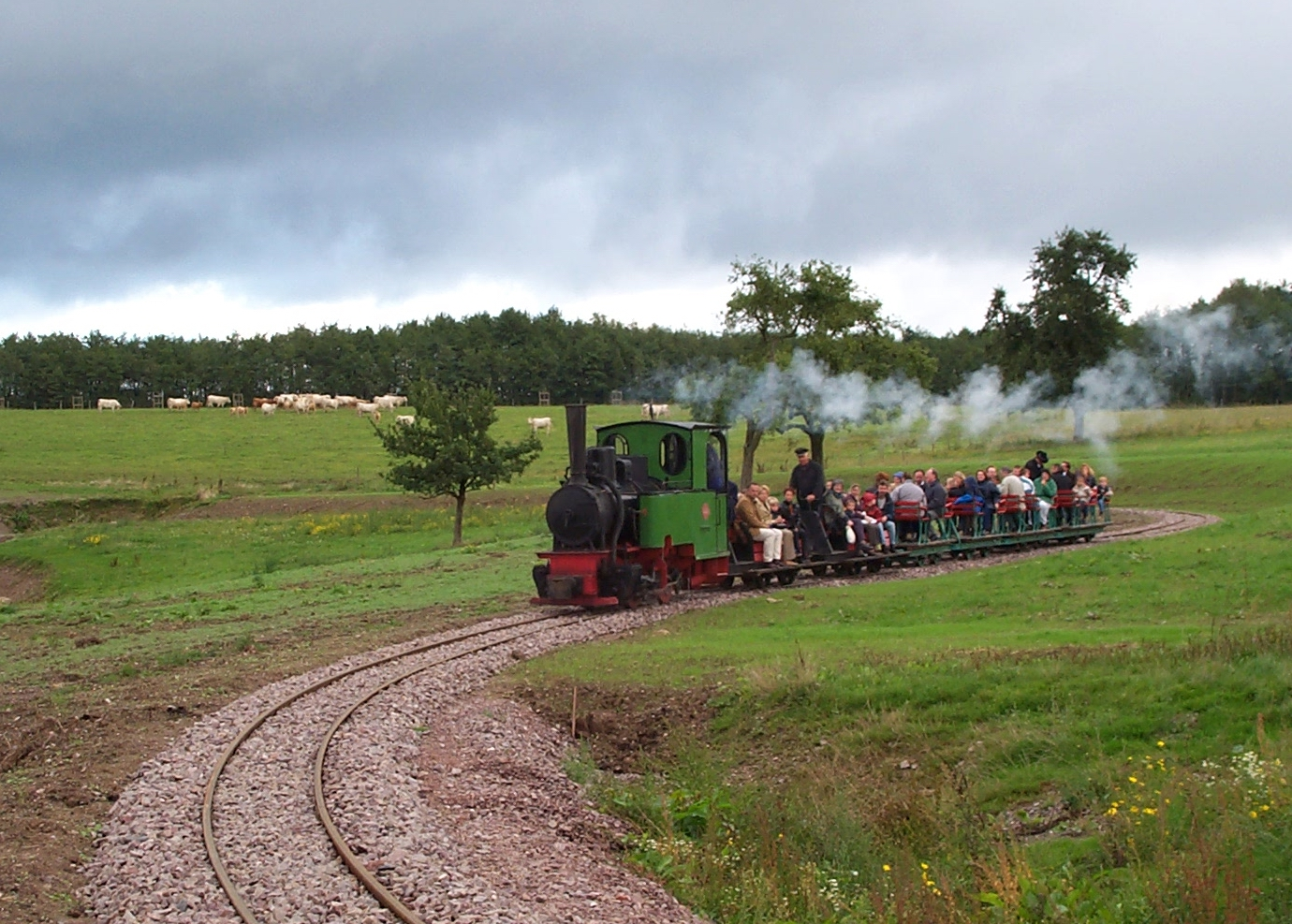
Gastlok auf der Feldbahn Serrig (Ehemalige Feldbahn der staatl. Weinbaudomäne in Serrig)

- Bad Ems: Grubenbahn im Emser Bergbaumuseum
- Guldental
- Lünebach: Eifel-Zoo
- Ramsen (Pfalz): Stumpfwaldbahn
- Serrig: Feldbahn Serrig
- Sondernheim: Ziegeleimuseum Sondernheim

### Saarland
- Weiskirchen: Bruchwaldbahn

### Sachsen

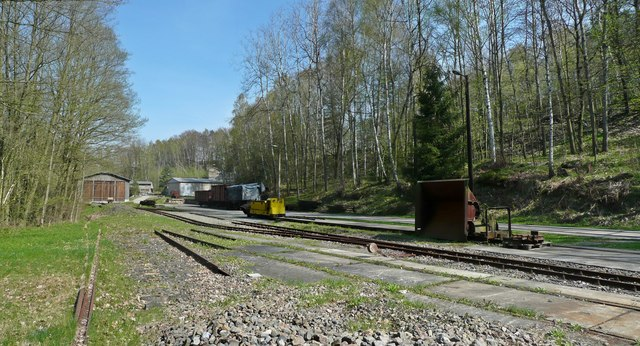
Sachsen: Blick auf das Areal des Feldbahnmuseums in der Herrenleite

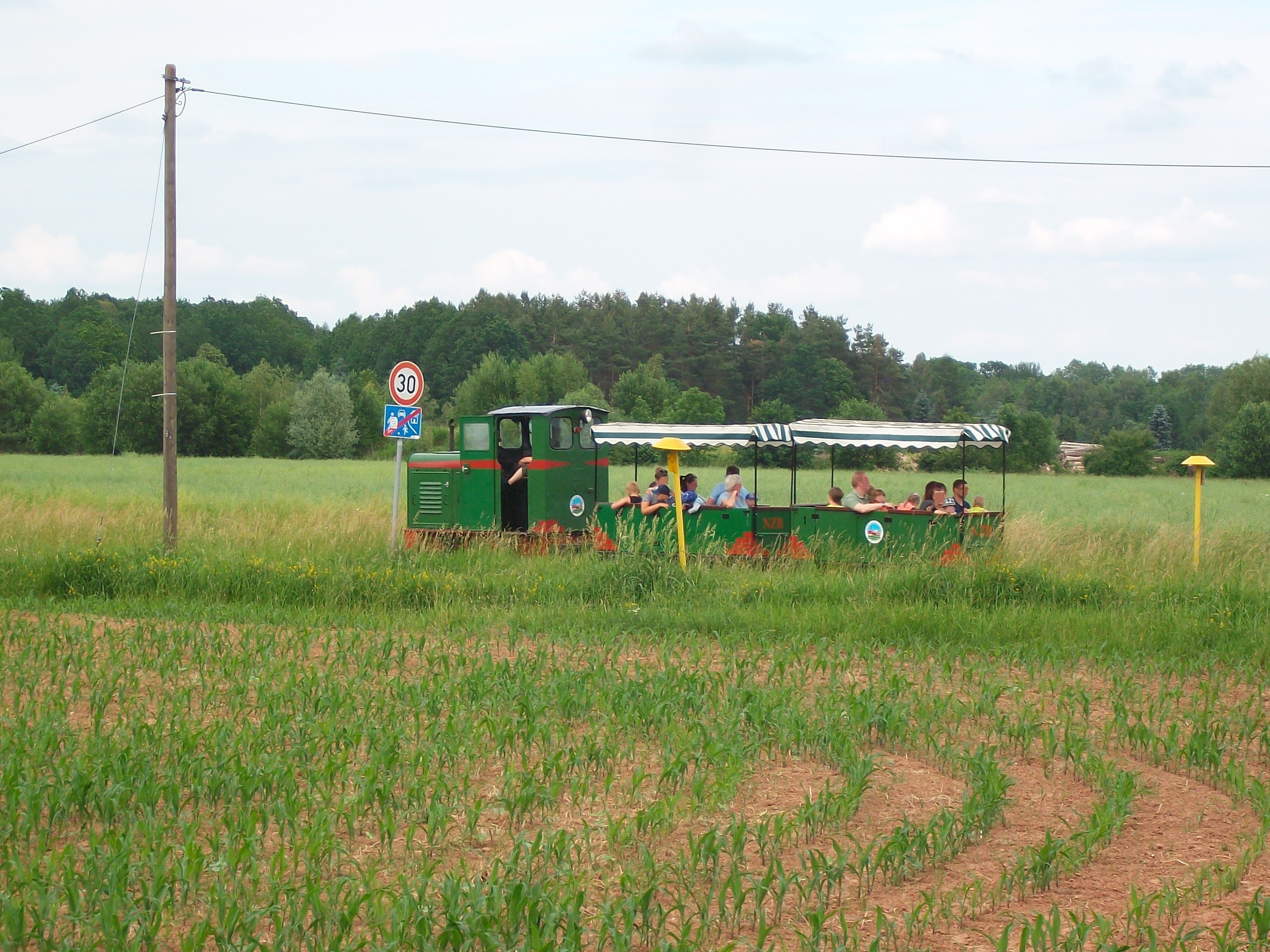
Feldbahn Niederwürschnitz auf dem Weg zur Lehmgrube

- Chemnitz: Feldbahn im Sächsischen Eisenbahnmuseum (Schauplatz Eisenbahn), 600-mm-Spur, 1.000-m-Rundkurs
- Delitzsch: Feldbahn Delitzsch (Seppelbahn), 500 mm + 600 mm
- Haselbachtal: Feldbahn Steinbruchmuseum Bischheim–Häslich, 600 mm
- Glossen (Mügeln): Feldbahnschauanlage, 600 mm
- Leipzig-Lindenau: Museumsfeldbahn, 800 mm
- Lindenau (Radebeul): Feldbahn Sägewerk Radebeul-Lindenau
- Löbau: Werners Gartenbahn
- Lohmen: Feldbahnmuseum Herrenleite, Historische Feldbahn Dresden e. V.
- Niederwürschnitz (bei Chemnitz): Freizeitgelände „Alte Ziegelei“
- Weißwasser: Waldeisenbahn Muskau 600 mm
- Bahretal: Historischer Kalkofen Borna mit Feldbahnanlage
- Dresden: Feldbahnmuseum Herrenleite
- Rittersgrün: Feldbahn Rittersgrün

### Sachsen-Anhalt
- Bad Dürrenberg: 1836 Eröffnung der Tollwitz-Dürrenberger Eisenbahn (4,5 km) mit dem ersten deutschen Eisenbahntunnel (133 m)
- Elbingerode: Grubenbahn
- Magdeburgerforth: etwa 1700 m Feldbahn auf dem Bahnhof der Kleinbahnen des Kreises Jerichow I
- Schlanstedt, Strube-Bahn: Historische Agrar Feldbahn
- Staßfurt: Feldbahn des Sodawerkes Staßfurt

### Schleswig-Holstein
- Aumühle bei Hamburg: 600-mm-Feldbahnanlage auf dem Gelände des VVM e. V.
- Oskar-Alexander-Kurbahn, Bad Bramstedt, ehemalige 600-mm-Moorbahn
- Bad Malente-Gremsmühlen (2010 eingestellt)
- Neritz-Flogensee, Geflügelhof 600 mm, Länge 300 m
- Tolk-Schau in Tolk bei Schleswig (siehe Tolk-Schau#Attraktionen & Fahrgeschäfte)
- Hallig Nordstrandischmoor: Halligbahn Lüttmoorsiel–Nordstrandischmoor
- Die Bahn zu den Halligen Oland und Langeneß zählt mit ihrer bei Feldbahnen seltenen Spurweite von 900 mm dennoch auch zu den Feldbahnen. (Das ist keine Sache der Spurweite, sondern des Verwendungszweckes und der Betriebsform.)
- Buchhorster Waldbahn, als Museumsbahn betriebene Reststrecke der ehemaligen Ziegelei- und Zündholzbahn bei Lauenburg an der Elbe.
- Torfbahn Himmelmoor, Rundfahrten durch Arbeitsgemeinschaft TORFBAHN Himmelmoor e. V.

### Thüringen
- Ilfeld – Netzkater: Grubenbahn

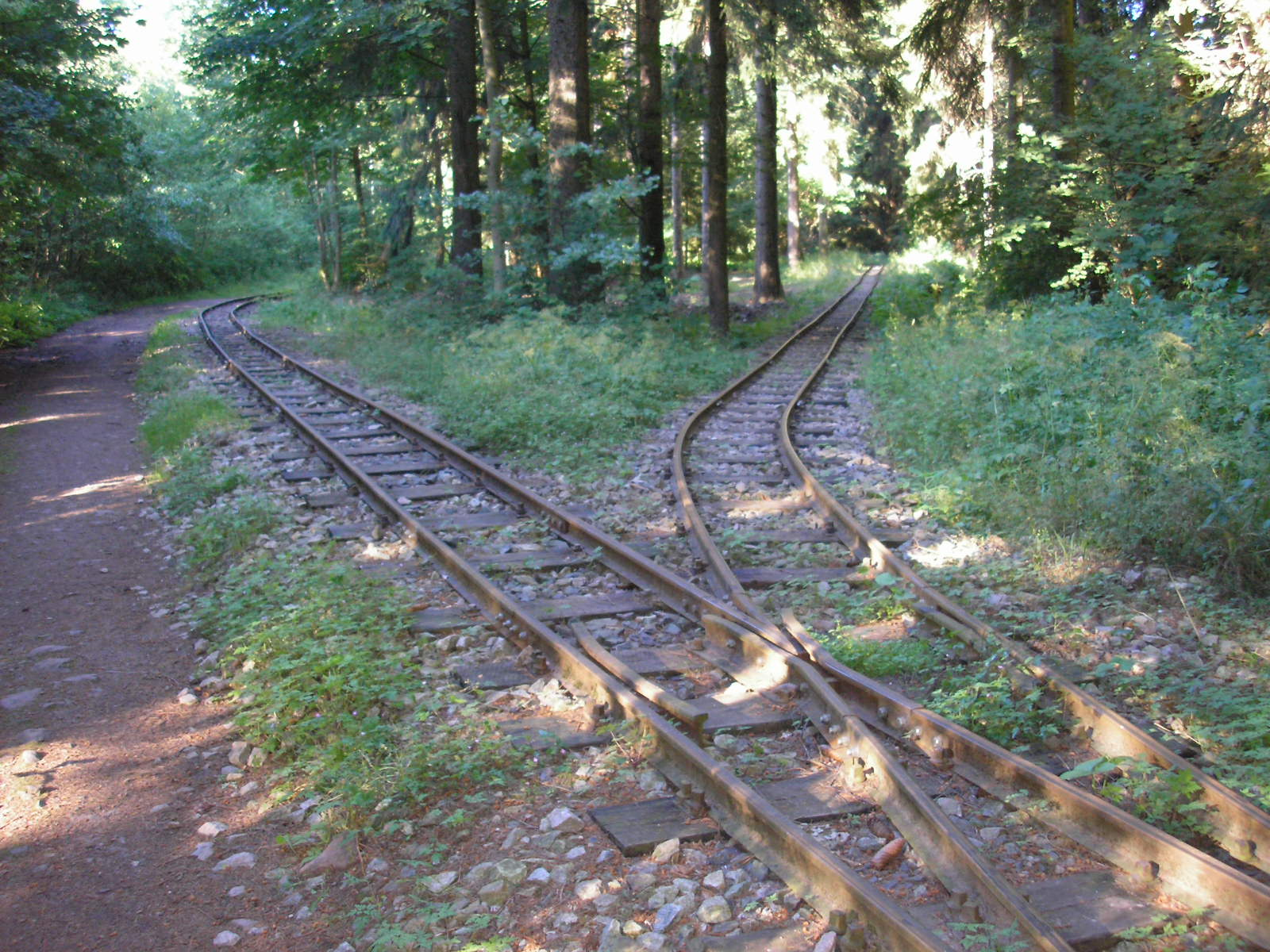
Gleise der Lorenbahn im Schortetal bei Ilmenau

- Ilmenau: im Schaubergwerk Volle Rose
- Lichtenhain: Waldeisenbahn
- Trusetal: Grube Hühn – Grubenbahn

## Österreich
- Kärnten
  - Ferlach: Feldbahn im Historama
  - Grubenbahn Schaubergwerk Terra Mystica in Bad Bleiberg
- Niederösterreich
  - Gemeinde Türnitz: Feld- und Industriebahnmuseum Freiland
  - Schwarzau im Gebirge: Rotte Nasswald: Waldbahn Nasswald (Status 2013: stillgelegt und abgebaut)
  - Schwechat: Eisenbahnmuseum Schwechat
  - Feldbahn in Neusiedl an der Zaya
- Tirol
  - Grubenbahn Schwazer Silberbergwerk
  - Schaubergwerk Kupferplatte in Jochberg
- Oberösterreich
  - Wels: Privatfeldbahn Scholz
  - Grünburg: Privatfeldbahn Grünburg
  - Kohlebahnhof Scheiben: touristisch genutzte Schmalspurbahn in der Tradition und auf der Trasse einer ehemaligen Montanbahn in Geboltskirchen
- Salzburg
  - Saalfelden: Diabasbahn Saalfelden (2008 eingestellt und durch einen normalspurigen Anschluss ersetzt)
  - Museumsfeldbahn Großgmain
  - Leogang: Vorführstrecke des Schaubergwerks Leogang in Schwarzleo
  - Mühlbach am Hochkönig: Feldbahn vor Johannastollen
  - Eben im Pongau: Nicht öffentliche Privatwaldbahn im Aufbau
  - Hallein: Touristisch genutzte ehemalige Salinenbahn des Salzbergwerks Hallein am Dürrnberg
  - Bad Gastein: Medizinisch genutzte Stollenbahn (Heilstollenbahn)
  - Oberalm: Nicht öffentliche Privatwaldbahn im Aufbau
- Vorarlberg
  - Transportable Feldbahn in Muntlix
- Steiermark
  - Graz: Montan- und Werksbahnmuseum Graz (nicht öffentlich zugänglich)
  - Stainz: Feldbahnanlage Stainz (Status 2015: öffentlich zugänglich)
  - Eisenerz: Touristische Nachnutzung einer schmalspurigen Montanbahn am Erzberg
  - Tobelbad: Pfalzberger Feldbahn (Status 2016: im Aufbau, nicht öffentlich zugänglich)
- Wien
  - Versorgungsheimbahn Lainz (stillgelegt, kein Fahrbetrieb)

## Österreich/Schweiz
Grenzüberschreitend, auf beiden Seiten des Alpenrheins: Bahn der internationalen Rheinregulierung. Reststrecke nur auf österreichischer Seite 

## Schweiz
- Emosson: 600-mm-Grubenbahn

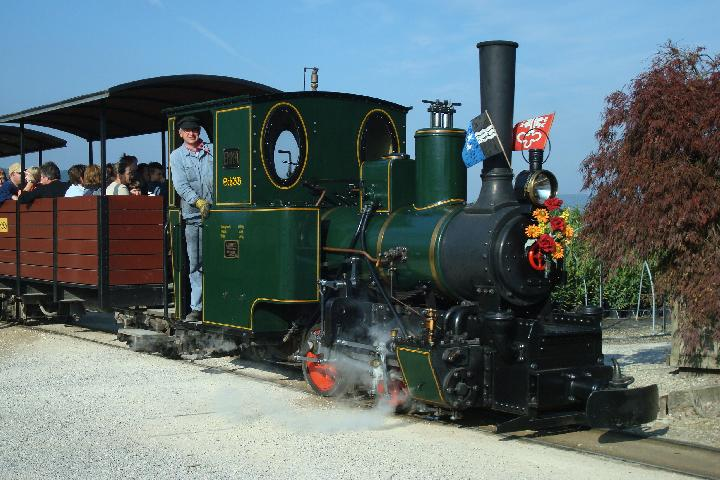
Dampflokomotive Emma der Schinznacher Baumschulbahn im Herbst 2008

- Gisikon: Ziegelei Schumacher, 600-mm-Feldbahn, letzte industriell genutzte Feldbahn der Schweiz. Es finden gelegentliche Besucherfahrten mehrmals im Jahr statt.
- Horgen: Bergwerk Käpfnach, 600-mm-Grubenbahn. Es sind Lokomotiven der SDAG Wismut im Einsatz
- Mägenwil, Steinbruch: 500-mm-Feldbahn
- Otelfingen: Schweizerischer Verein der Feld- und Werkbahn-Freunde, 600-mm-Feldbahn
- Sargans: Bergwerk Gonzen, 600-mm-Grubenbahn
- Schinznach-Dorf: Schinznacher Baumschulbahn, 600-mm-Feldbahn
- Bex: 600-mm-Salzbergwerk-Stollenbahn; www.salz.ch

## Irland
- Clonmacnoise and West Offaly Railway (Torfbahn beim Kraftwerk Shannonbridge)
- Stradbally Woodland Railway

## Niederlande

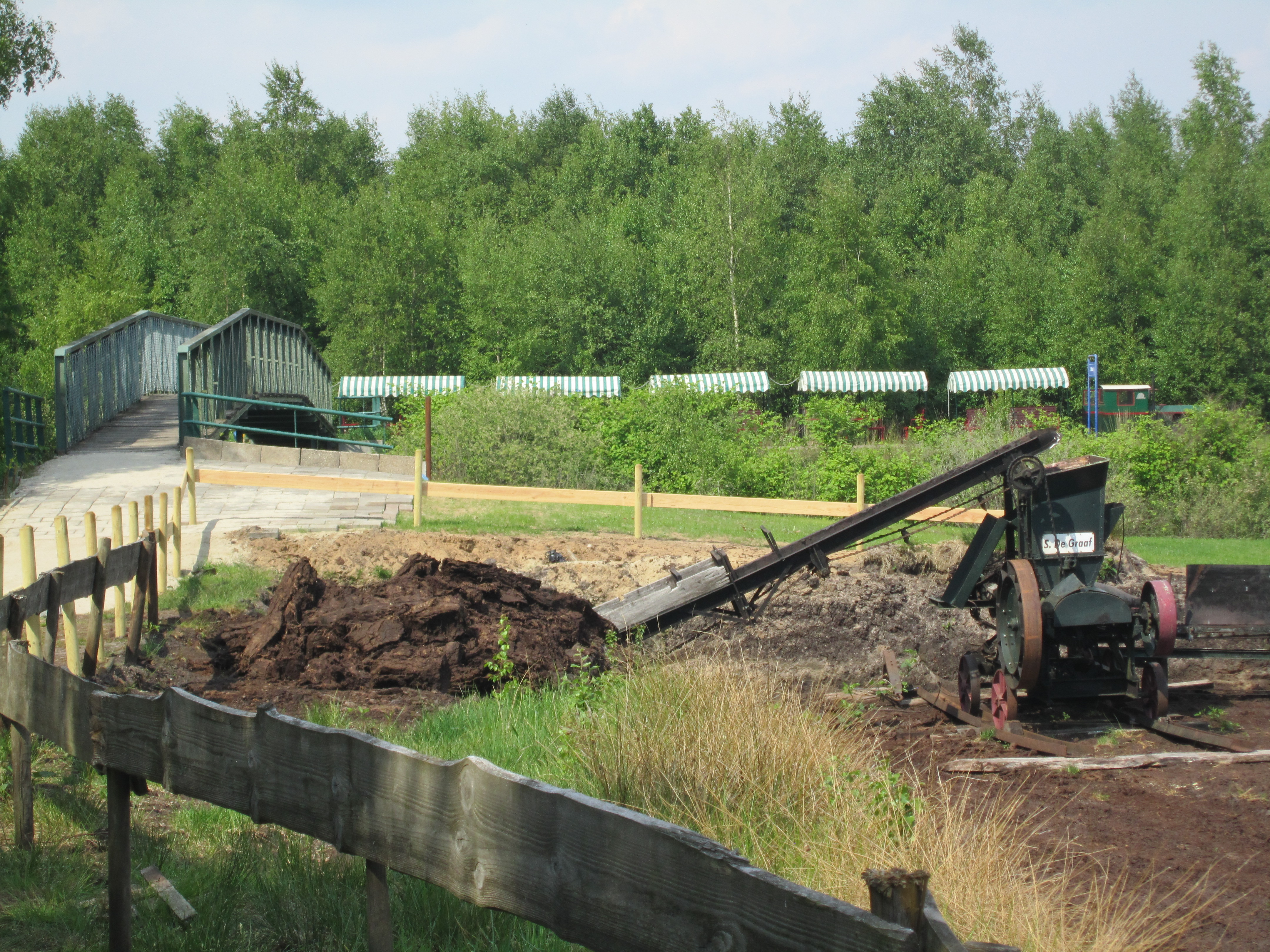
Feldbahn im Veenpark Barger Compascuum

- Provinz Drenthe: Erica-Amsterdamscheveld: Industrieel Smalspoor Museum, eröffnet 1984
- Provinz Drenthe: Feldbahn im Veenpark (Barger Compascuum)
- Provinz Gelderland: Overbetuwe-Heteren: Gelderse Smalspoor Stichting
- Provinz Gelderland: Harskamp: Decauville Spoorweg Museum
- Provinz Gelderland: bei Gorssel, Joppe (Gelderland), Oxerweg 20: Pony- en Motortram 't Joppe, 600 mm, 150 m Länge, 1960er-maximal 1996
- Provinz Overijssel: Rijssen: Stichting Rijssens Leemspoor
- Provinz Zuid-Holland: Valkenburg: Stoomtrein Valkenburgse Meer

## Russland

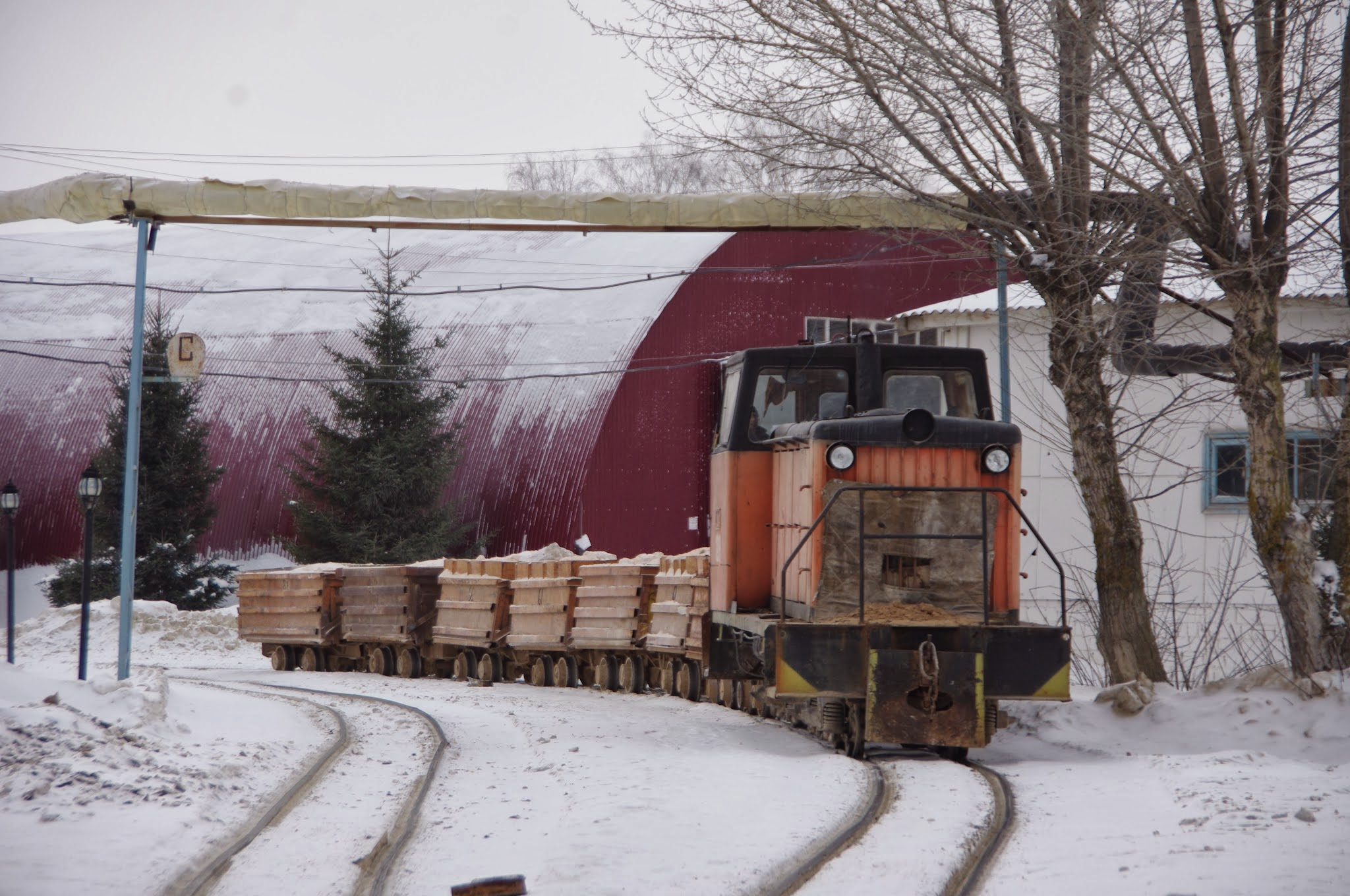
Feldbahn Peschelan in Bebjajewo

- Torfbahn Alzewo
- Torfbahn Dymnoje
- Torfbahn Gorochowskoje
- Torfbahn Gussewskoje
- Torfbahn Kerschenez
- Torfbahn Kuschawerskoje
- Torfbahn Mokeicha-Sybinskoje
- Torfbahn Meschtscherskoje
- Torfbahn Otworskoje
- Torfbahn Pelgorskoje
- Feldbahn Peschelan
- Feldbahn Stepnoje Osero
- Feldbahn Twer
- Torfbahn Tjossowo
- Torfbahn Pischtschalskoje
- Torfbahn Solottschinskoje
- Museumswaldbahn Scharja
- Waldbahn Loyginskaya
- Waldbahn Udimskaja
- Waldbahn Zelennikovskaja

## Schweden
- Kalkbahn Bläse auf der Insel Gotland

## Slowakei
- Museumsbahn des Slowakisches Landwirtschaftsmuseums in Nitra
- Museumsbahn des Dorfmuseums Pribylina

## Spanien
- Tren del Ciment in La Pobla de Lillet

## Tschechien
- Kolínská řepařská drážka: Rübenbahn
- Museumseisenbahn Kateřina–Soos
- Schmalspurbahn des Franzensbader Moorbads
- Museumsbahn des Museums alter Maschinen und Technologien in Žamberk

## Ungarn
- Fischzuchtbahn Hortobágy

## Vereinigtes Königreich
- North Ings Farm Museum
- Purbeck Mineral and Mining Museum

## Vereinigte Staaten
- Grove Farm’s Railroad und Lihue Plantation Railroad
- Kauai Plantation Railway
- Lahaina, Kaanapali and Pacific Railroad

## Mexiko
- siehe auch: Liste von Feldbahnen in Mexiko

## Australien
siehe
- Eisenbahn in Queensland#Zuckerrohrbahnen

## Pakistan
- Feldbahn von Changa Manga, 610 mm, heute noch 6 km lang